# Ad-Diriyah Club
Ad-Diriyah Club (arabsky: نادي الدرعية السعودي) je saúdskoarabský klub z města Diriyah, který byl založen roku 1976. V současné době hraje třetí nejvyšší saúdskoarabskou ligu Saudi Second Division. Domácí zápasy hraje na Prince Turki bin Abdulaziz Stadium s kapacitou 15 000 míst.